# José Francisco de Isla

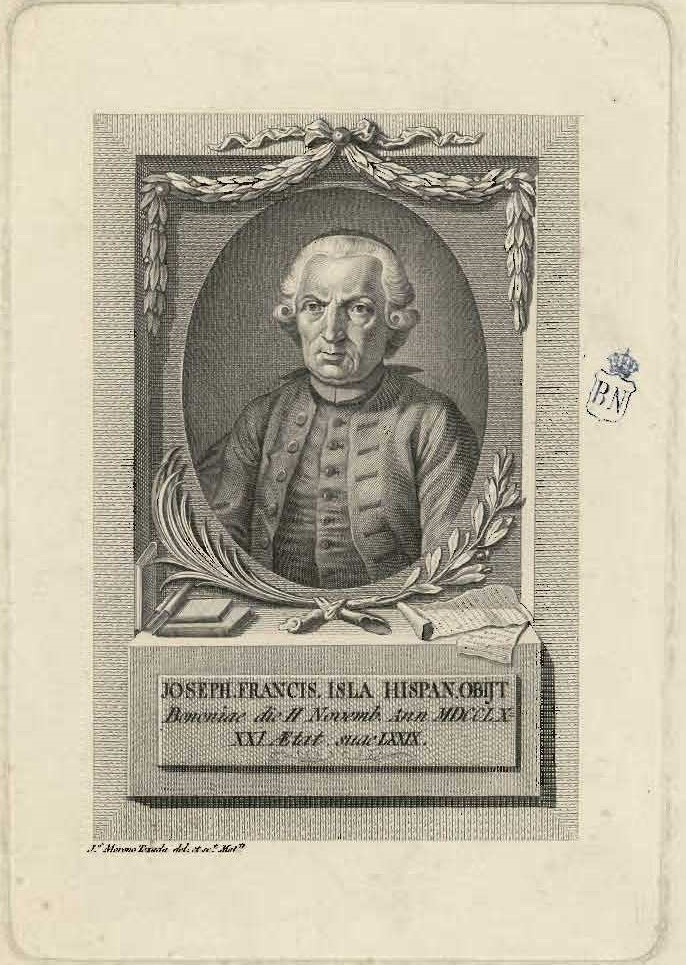
José Francisco de Isla.

José Francisco de Isla, född 25 april 1703, död 2 november 1781, var en spansk jesuit och författare.
Det verk som gjort Isla berömd, är den burleska Historia del famoso predicador fray Gerundio de Campazas, ansedd som en av Spaniens främsta romaner, trots sina longörer. Del 1 utkom 1758 men konfiskerades av inkvisitionen för sin satir mot prästerna, del 2 som utgavs 1768 är mindre betydande. Dessutom finns av Islas brev och översättningar, av vilka valda arbeten utgavs i Biblioteca de autores españoles (1876). Historia del famoso predicador fray Gerundio de Campazas översattes och utgavs av Edvard Lidforss 1885.